# 普萊森特里奇 (印地安納州傑斯帕縣)
普萊森特里奇（英語：Pleasant Ridge）是位於美國印地安納州傑斯帕縣的一個非建制地區。該地的面積和人口皆未知。